# Gillis van Breen
Pour les articles homonymes, voir Breen.
Gillis van Breen, né en 1560 et mort en 1602, est un graveur néerlandais.